# 丘紐納山
13°33′39″S 71°08′54″W / 13.56083°S 71.14833°W
丘紐納山（Chuñuna），是秘魯的山峰，位於該國東南部庫斯科大區，由基斯皮坎奇省負責管轄，屬於韋爾卡努塔山脈的一部分，海拔高度5,100米。